# Leucania multilinea
Leucania multilinea är en fjärilsart som beskrevs av Walker 1856. Leucania multilinea ingår i släktet Leucania och familjen nattflyn. Inga underarter finns listade i Catalogue of Life.